# Unterburgau
Unterburgau ist eine Ortslage in der Atterseeregion im Salzburger Salzkammergut wie auch Ortschaft und Katastralgemeinde der Gemeinde Sankt Gilgen im Bezirk Salzburg-Umgebung.

## Geographie
Die Unterburgau befindet sich 35 Kilometer östlich der Stadt Salzburg, 15 Kilometer südöstlich von Thalgau. Sie liegt am Südufer des Attersee (469 m ü. A.) in den Salzkammergut-Bergen, zwischen Schafberg südwestlich und Höllengebirge nordöstlich, südwestlich erhebt sich der Leonsberg (Zimnitz). Nordwestlich erheben sich die Mondseer Flyschberge mit dem Hochplett.
Die Ortschaft umfasst die Ortslagen an der B152 Seeleiten Straße zwischen Unterach und Weißenbach, das sind die Rotten Berghof am Südufer der Seeache bei Unterach, Burgbachau, und Burgau kurz vor der Beginn des Weißenbachtals. Letztere beide sind Schwemm-Halbinseln der dortigen Bäche. Unterburgau hat etwa 35 Adressen mit nur 20 Einwohnern.
Dabei bildet die Unterburgau eine verkehrsgeographische Exklave des Salzburger Landesgebiets. Schon die Oberburgau am Mondsee liegt durch die Scharflinger Höhe und die Kienbergwand ganz isoliert zum Gemeindehauptort St. Gilgen am Wolfgangsee, die Unterburgau noch einmal durch Seeache und Unterach, alles oberösterreichisch. St. Gilgen liegt gut 11 Kilometer westlich hinter dem Schafberg. Der Gerichtsbezirkshauptort Thalgau befindet sich 20 Kilometer nordwestlich und ist über Mondsee erreichbar. Die Postleitzahlen sind hier oberösterreichisch, 4866 Unterach für Berghof und Burgbachau, 4854 Weißenbach für Burgau.
Zur Katastralgemeinde Unterburgau mit 1020,33 Hektar gehören auch die Berggebiete südlich, das sind bei Burgbachau den Burggraben hinein die Ackerschneid unterhalb der Eisenau am Schafberg, mit Unterackeralm und Oberackeralm, mit dem Ackergraben als Grenze, sowie bei Burgau die nicht mehr bewirtschafteten Lasseralm und Loidlalm und südlich die Meisterebenalm am Breitenberg (1412 m ü. A.). Dort bildet die Grenze die Landesgrenze am Nordrand der Schwarzensee- und Haleswiessee-Senke zwischen Schafberg und Leonsberg zum Wolfgangtal und dem ebenfalls oberösterreichischen St. Wolfgang am Wolfgangsee.
| Unterach (O u. KG, Gem. Unterach a. A., Bez. Vöcklabruck, OÖ)      | Attersee                                                                                     |                                                                                          |
| Oberburgau (O u. KG)                                               | Kompassrose, die auf Nachbargemeinden zeigt                                                  | Steinbach a. A. (KG) ∗ Weißenbach a. A. (O) (Gem. Steinbach a. A., Bez. Vöcklabruck, OÖ) |
| St. Wolfgang (O u. KG, Gem. St. Wolfgang i.Skg., Bez. Gmunden, OÖ) | Rußbach (O) Schwarzenbach (O) Wolfgangthal (KG) (Gem. St. Wolfgang i.Skg., Bez. Gmunden, OÖ) |                                                                                          |

∗ Der Ort Steinbach liegt am Atterseeufer hinter Weißenbach

## Geschichte, Infrastruktur und Sehenswürdigkeiten

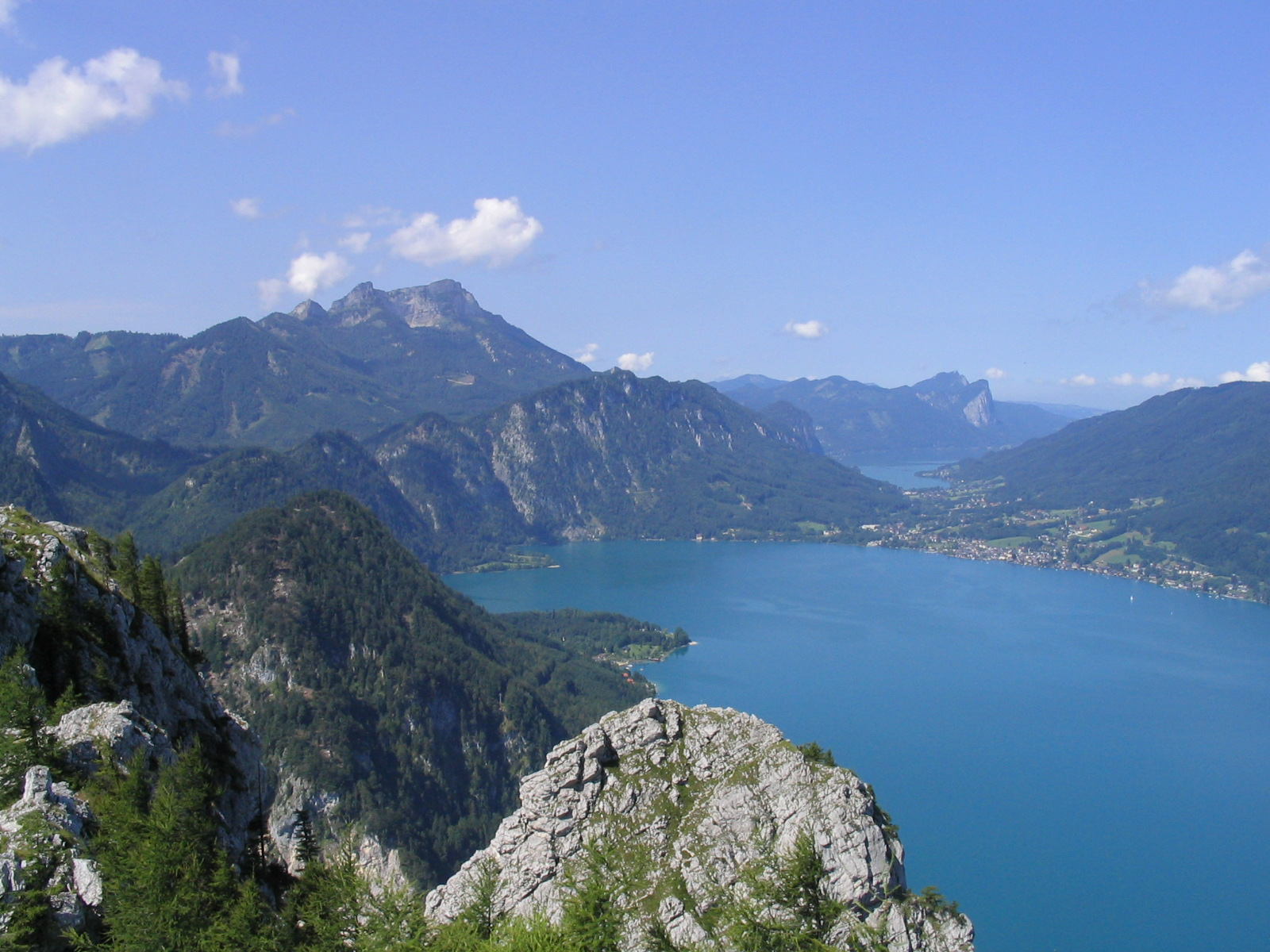
Blick vom Schoberstein im Höllengebirg westwärts auf Unterach und Schafberg: Mittig die Unterburgau, mit den beiden Halbinseln von Burgbachau und Burgau (vorne), darüber der Abbruch der Schafberggruppe über Sechserkogel, Auberg, Ackerschneid zu Kienbergwand und Drachenwand am Mondsee (hinten), der Nordrand der Kalkalpen (rechts der Hochplett der Flyschalpen)

Eine vorgeschichtliche Besiedelung ist hier nicht nachgewiesen, wegen der nahe umliegenden Funde (Pfahlbauten der Mondseekultur am unteren Mondsee und unteren Attersee, Bronzezeit in Oberburgau) aber wahrscheinlich. Beim Kaiserbrunnen wurden in den 1870ern diverse Gerätschaften und Scherben der Zeitenwende gefunden, die vielleicht schon römisch sind. Im benachbarten Weißenbach ist die römerzeitliche Besiedlung belegt.
Dass sich der Name auf eine abgegangene Burg bezieht, ist nicht nachweislich. Ursprünglich hieß die Ortslage bis in das 17. Jahrhundert Appenau oder Abtenau.
Als Herzog Odilo 748 die Güter im westlichen Salzkammergut teils dem Kloster Mondsee (Mondseeland), teils dem Bistum Salzburg (Salzburgland) schenkte, blieb die heutige Unterburgau Teil des Attergaues. Die dazugehörigen Herrschaften waren Burg Wildeneck am Irrsee (Mitte des 12. Jahrhunderts erbaut) respektive Burg Hüttenstein an der Scharflinger Höhe (späteres 13. Jahrhundert), während der Attergau eigenständig blieb. Das Gebiet des Wolfganglandes, mit der bedeutenden Wallfahrt nach St. Wolfgang, war seit dem Mittelalter zwischen dem bairischen, später österreichischen Mondsee, und dem souveränen Salzburg umstritten. Es gehörte zu Mondsee, und der beste Wallfahrtsweg führt über die Burgau und den Schwarzensee. Der alte Name Abtenau dürfte sich also auf die Mondseer oder Traunkirchner Äbte beziehen. Die Einnahmen aus diesem Pilgerwesen waren bedeutend und führten zum Reichtum des Mondseer Klosters. Schon früh dürfte das Salzburger Bistum aber Fischrechte am Attersee erworben haben. Zur mittelalterlichen Jahrtausendwende bestanden hier zwei Edelhöfe, einer an der Unterache (Seeache), und einer in Burgau selbst. Im 14. Jahrhundert unterstellten sich die Vischmaister zu Burgau, die erste urkundlich fassbare Familie im Raum, dem Salzburger Erzstift, während der Attergau 1380 an das Habsburgische Österreich kam. Diese waren primär an den Holzrechten für ihre Saline in Ischl, das eigentliche Salzkammergut, interessiert. 1506 erwarben die Habsburger auch Wildeneck (mitsamt der weltlichen Gerichtsbarkeit über das Mondseeland), verpfändeten es aber bis 1664 an Salzburg. Bei der Rückgabe postulierten die Salzburger Erzbischöfe ihre Landesherrlichkeit über die Burgau, vermutlich entstand auch heutige Name in Bezug auf die Herrschaft Hüttenstein, der einzigen Burg im Raum. Der Ortsname ist frühestens 1557 als „in der alten oder neuen Purggau“ urkundlich fassbar. Erst mit einem Staatsvertrag vom 26. Mai 1689 zwischen Kaiser Leopold I. und Fürsterzbischof Thun kam die Burgau auch rechtlich an Salzburg. Kirchlich blieb sie trotzdem immer ein Teil der Pfarre Unterach. Es gab immer wieder Diskussionen, die Unterburgau aus Salzburg herauszulösen, und an Unterach anzugliedert, was aber nie realisiert wurde.
Die Kienbergwand am Mondsee, die direkt in den See abbricht, war früher völlig unpassierbar, von der Burg Hüttenstein wird in die Unterburgau wohl der Höhenweg hinter dem Kienberg (Holzingeralm – Plankenmoos) und über die Eisenau genutzt worden sein. Besser war die Anbindung ab Weißenbach, wo das Salinenamt schon im 18. Jahrhundert „eine gute Fahrstraße […] nach Ischel“ erhielt (heutige B153, diese Trasse hat nachweislich römische Ursprünge), die Straße über Steinbach ins Alpenvorland (B152), vorher private „elende Fahrtstraße“, wurde aber erst 1840 ausgebaut. Auch Unterach war bis in das frühe 19. Jahrhundert nur schwer erreichbar. Der einzige „innerösterreichische“ Weg für die Pilger nach St. Wolfgang war wegen der Besitzverhältnisse der von Weißenbach über den Fachbergsattel und die Haleswies. Der Weg von Unterach nach Weißenbach (heutige B152) wurde erst 1891 fahrbar gemacht. 1896 wurde die Kienbergwand-Straße erbaut, die 2005 mit einem völlig neuen Tunnel ausgebaut wurde, um Burgau besser an St. Gilgen anzubinden. 1907 entstand die Straßenbahn Unterach–See, die 1950 eingestellt und abgebaut wurde. In den 1970ern und wieder 2008 wurde auch die B152 ausgebaut.
Hauptverkehrsweg war früher immer der See. Die Attersee-Linienschifffahrt begann 1869, es gab sogar zwei Schiffe namens Burgau (ein kleiner Schraubendampfer 1923; und das Elektroboot Handel hieß ab 1945 so). Nach der Einstellung des Linienbetriebs 1964 wurden Burgau und Burgbachau dann etliche Jahre nicht mehr angefahren. Seit 2015 hat Burgbachau wieder eine Anlegestelle.

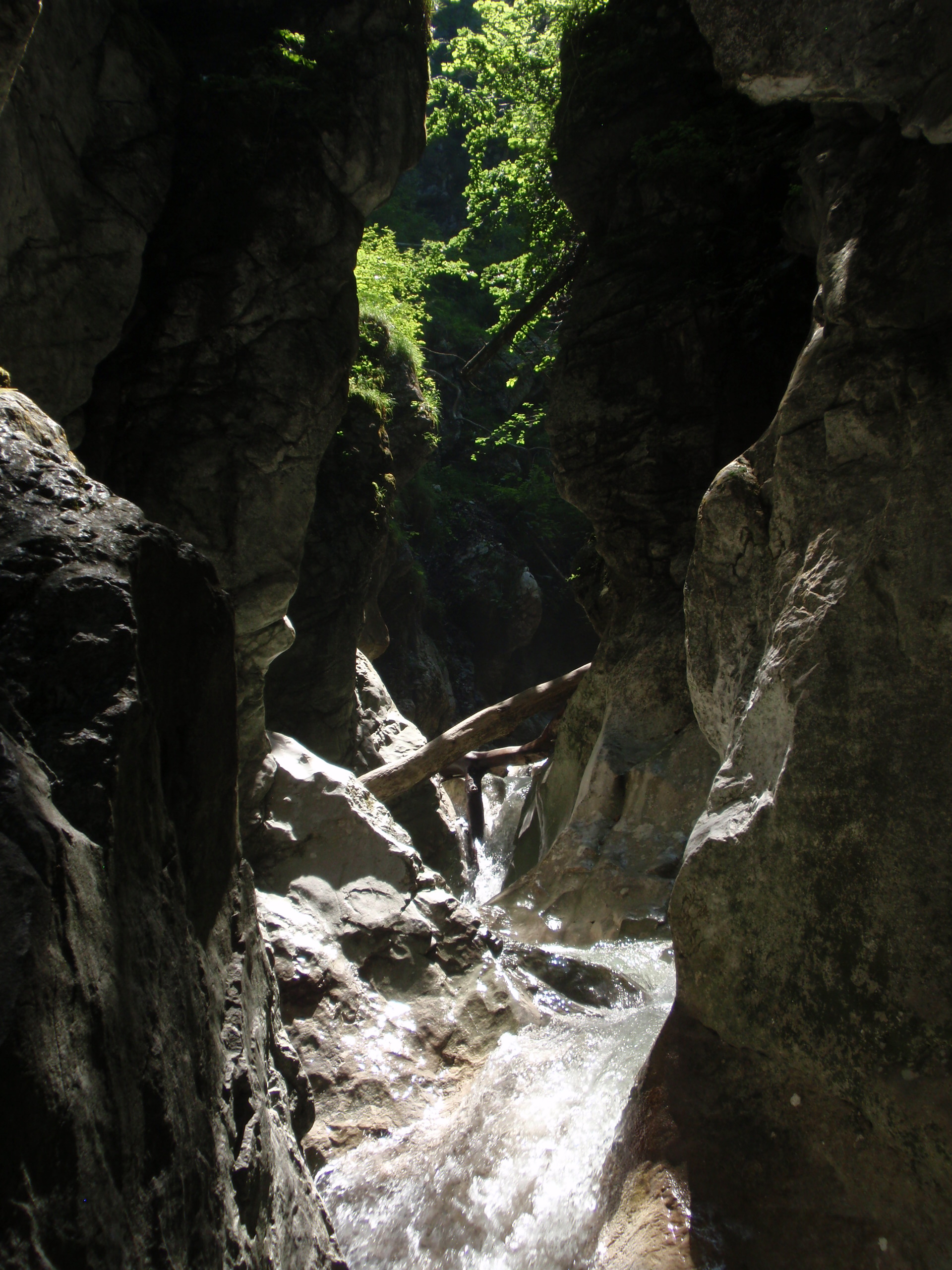
Burggrabenklamm

Bis in das 19. Jahrhundert waren die drei Orte nur bäuerliche Einzellagen, de hauptsächlich vom Fischfang lebten. Erst mit der beginnenden Sommerfrische im Salzkammergut entstanden hier Fremdenverkehrseinrichtungen, insbesondere das Hotel Alpenblick, das Waldhotel am See und das Hotel Burgau, etliche Salzkammergut-Villen, und einige Gasthäuser. Die Hotels haben keinen Gastbetrieb mehr, das Hotel in Burgau wurde abgerissen.
Hauptattraktion ist die Burggrabenklamm, sie ist als Naturdenkmal ausgewiesen (NDM 45). Der Valerie-Weg dort wurde schon 1890 angelegt. Nach zeitweiser Sperre ist die Klamm seit 2015 wieder zu besichtigen. Das Ortschaftsgebiet gehört gänzlich zum Landschaftsschutzgebiet Schafberg–Salzkammergutseen (LSG 46), der Attersee ist Natura-2000-Gebiet (Mondsee–Attersee, FFH EU04). Als Wandertouren sind die Eisenau und der Weg durch die Himmelspforte auf den Schafberg, der Schwarzensee und der Haleswiessee interessant.